# جوليانا كابرال
جوليانا ريبيرو كابرال (مواليد 3 أكتوبر 1981)، المعروفة باسم جوليانا كابرال أو ببساطة جوليانا، لاعبة كرة قدم برازيلية تلعب في مركز الدفاع، و قائدة منتخب البرازيل لكرة القدم للسيدات من عام 2001 إلى عام 2004. لعبت على مستوى الأندية مثلت العديد من الفرق الرائدة في البرازيل ساو باولو وحققت مع بطولتين  ونادي كورينثيانز، وتجربة إحترافية خارج البرازيل مع نادي كوباربيرغس/غوتبورغ أحد أندية كرة القدم السويدية. بعد أن خاضت أول مباراة دولية لها وهي في الخامسة عشرة من عمرها، لعبت جوليانا مع منتخب البرازيل في نسختي كأس العالم للسيدات 1999 وكأس العالم للسيدات 2003، وفي دورة الألعاب الأولمبية الصيفية 2000 في سيدني، أستراليا ودورة الألعاب الأولمبية الصيفية 2004 في أثينا وقادت المنتخب البرازيلي الفائز بالميدالية الفضية.

## مسيرة النادي
في طفولتها، لعبت جوليانا كرة قدم الشوارع مع أخيها.
بفضل تشجيع ودعم شقيقها، بدأت جوليانا كابرال في الثانية عشرة من عمرها ممارسة كرة القدم داخل الصالات والتنافس في البطولات الصغيرة، ولرغبتها الاستمرار في المجال الرياضي، تقدمت بطلب للانضمام إلى فريق كرة القدم داخل الصالات التابع لوكالة عرض الأزياء فلاش بوك (وسمى أيضًا برو سبورت/فلاش بوك)، تحت إشراف لاعبة البرازيلية السابقة ميلين دومينغيز  التي مت تكليفها من قبل ألبرتو دوالييبي  رئيس نادي كورينثيانز، بتشكيل فريق كرة القدم النسائي لنادي كورينثيانز، مع إعجاب جوليانا بالتجربة كثيرًا انتهى بها الأمر بالبحث عن نادٍ لتصبح محترفة.
انتقلت للعب مع نادي سعد الرياضي في الرابعة عشرة من عمرها، مع نهاية فريق آساد في عام 1996، هاجر معظم اللاعبين إلى ساو باولو وكان من بينهم جوليانا. مع انضمام إلى نادي ساو باولو لكرة القدم قد نجحت أواخر التسعينيات في الفوز فازت بعدة ألقاب، في فريق ضم سيسي وكاتيا سيلين وفورميغا، حيث حقق الفريق بطولة ساو باولو عامي 1997، 1999 وأيضًا بطولة البرازيل في عام 1997. شعرت بخيبة أمل عندما أغلق نادي ساو باولو لكرة القدم قسم السيدات في عام 2000 بعد أولمبياد سيدني مع قلة ااقبال الشركات الرعاية للأندية النسائية، أغلقت الأندية أبوابها، ما دفع بأفضل لاعبات إلى الانتقال الولايات المتحدة.
خلال هذه الفترة أمضت جوليانا عامين في لعب كرة الصالات لأنها لم تتمكن من العثور على أي أندية كرة قدم مهتمة بهذه الرياضة كرة القدم النشائية، كما تركت جوليانا كابرال الكلية لدراسة التربية البدنية من أجل استكمال مسيرتها الرياضية خارج البرازيل. في فبراير 2004، وقع جوليانا عقدًا احترافيًا مع نادي كوباربيرغس/غوتنبرج إف سي في الدوري السويدي الممتاز، كجزء من صفقة ثلاثية للنادي ضمن لاعبات إلى جانب البرازيلية دانييلا والحارسة الأمريكية هوب سولو، تمكن جوليانا من المشاركة في أربع مباريات بالدوري السويدي.
عادت إلى سعد إي سي في أكتوبر 2006، بعد فترة قضتها في الولايات المتحدة والتي تعطلت بسبب إصابة في القدم. مثلت جوليانا بعد جاغواريونا. أثناء لعبها مع الأخير في مباراة تدريبية ضد الأولاد في أبريل 2007، عانت من إصابة في الرباط الصليبي الأمامي، مما أدى إلى تراجع مفاوضات الانتقال التي كانت تجريها مع الأندية الإنجليزية والإسبانية، بعد عودتها للفترة الثانية لتمثيل كورينثيانز عام 2008 تولت جوليانا شارة قيادة الفريق وكانت غير سعيدة عندما قام النادي بحل قسم السيدات في مارس 2009. هذا الأمر سبب له خيبة الأمل مرة آخرى كان بسبب اعتزالها لعب كرة القدم.

## مسيرتها الدولية
في عام 1996، ظهرت جوليانا لأول مرة مع منتخب منتخب البرازيل الوطني لكرة القدم للسيدات الأول عندما كانت تبلغ من العمر 15 عاماً. شاركت في الفوز 5-0 في مباراة ودية على اسكتلندا في ملعب باركي ساو خورخي في ديسمبر 1996. جاءت أول مباراة تنافسية لها في 5 مارس 1998 خلال المباراة التي انتهت بفوز منتخب البرازيل بنتيجة 12-1 على كولومبيا في بطولة أمريكا الجنوبية لكرة القدم للسيدات 1998.
خلال بطولة كأس العالم للسيدات 1999 كانت جوليانا من بين ثماني لاعبات من تشكيلة البرازيل المكونة من 20 لاعبة اللاتي تم التعاقد معهن مع نادي ساو باولو لكرة القدم. أصبحت لاعبة أساسية منتظمة عندما احتلت البرازيل المركز الثالث. كما كانت ضمن منتخب البرازيل المشارك في منافسات كرة القدم للسيدات في دورة الألعاب الأولمبية الصيفية 2000 في سيدني، استراليا وأنهى المنتخب المسابقة في المركز الرابع. احتفظت جوليانا بمكانها في كأس العالم للسيدات 2003، في تشكيلة البرازيل التي شهدت تغييرات كثيرة. كانت قائدة الفريق وحاضرة دائمًا عندما خرج المنتخب البرازيلي من ربع النهائي على يد السويد. كانت لا تزال قائدة الفريق الوطني في منافسة كرة القدم للسيدات في دورة الألعاب الأولمبية الصيفية 2004 في أثينا، اليونان. لعبت في المباراة النهائية التي خسرتها في الوقت الإضافي أمام منتخب الولايات المتحدة لكرة القدم للسيدات، حيث حصلت البرازيل على الميداليات الفضية. تسببت إصابة خطيرة في الركبة تعرضت لها في أبريل 2007 عن غياب جوليانا عن دورة الألعاب الأمريكية 2007، وفي نهاية المطاف كأس العالم للسيدات 2007 .

## حياة الشخصية
بعد نهاية دورة الألعاب الأولمبية الصيفية في أثينا عام 2004، وجّهت جوليانا رسالة من الفريق الفائز بالميدالية الفضية إلى الاتحاد البرازيلي لكرة القدم، داعيةً إياه إلى تحسين وضع كرة القدم النسائية في البرازيل. في دورة الألعاب الأمريكية لعام 2007، عملت جوليانا المصابة كمعلقة رياضية في باند سبورتس. سعيداً بعملها إلى جانب المعلق الرياضي سيلفيو لويز. واصلت العمل كمعلقة وصحافية رياضية في العديد من وسائل الإعلام بما في ذلك ريدي تي في!، راديو غلوبو وإي إس بي إن. بعد التعافي من الإصابة وعودتها إلى لياقتها البدنية، شعرت جوليانا بخيبة أمل لاستبعادها من تشكيلة البرازيل المشاركة في منافسات كرة القدم للسيدات في دورة الألعاب الأولمبية الصيفية 2008 في بكين، الصين. شعرت أن القرار كان رد فعل على الآراء التي عبرت عنها خلال تعليقاتها.

## الإنجازات
ساو باولو
- بطولة الباوليستا: 1997 ، 1999
- كأس البرازيل للسديات: 1997

منتخب البرازيل
- بطولة أمريكا الجنوبية: 1998 ، 2003
- دورة الألعاب الأمريكية: 2003